# Saison 2 de Da Vinci's Demons
Chronologie
Saison 1 Saison 3
Cet article présente les épisodes de la deuxième saison de la série télévisée américaine Da Vinci's Demons.

## Distribution

### Acteurs principaux
- Tom Riley (VF : Axel Kiener) : Léonard de Vinci
- Laura Haddock (VF : Hélène Bizot) : Lucrezia Donati
- Blake Ritson (VF : Jean-Marco Montalto) : Comte Girolamo Riario
- Elliot Cowan (VF : Bruno Magne) : Laurent de Médicis
- Lara Pulver (VF : Laurence Crouzet) : Clarisse Orsini
- James Faulkner (VF : Georges Claisse) : Sixte IV

### Acteurs récurrents
- Lee Boardman (en) (VF : Patrick Béthune) : Amerigo Vespucci
- Matthew Marsh (VF : Patrick Raynal) : le roi Ferdinand I
- Kieran Bew (VF : Anatole de Bodinat) : Alfonso
- John Hollingworth (en) (VF : Xavier Béja) : Francesco Sassetti
- Ray Fearon (VF : Daniel Lobé) : Carlo de Médicis
- Tom Wu (VF : Pascal Nowak) : Quon Shan
- Carolina Guerra (VF : Céline Mauge) : Ima Quechua
- Jeany Spark (VF : Karine Pinoteau) : Ippolita Maria Sforza
- Shaun Parkes (VF : Frantz Confiac) : Solomon Ogbai
- Raymond Coulthard (en) (VF : Bernard Bollet) : Jacob Pasha
- Akin Gazi (VF : Raphaël Cohen) : Bayezid

## Liste des épisodes

### Épisode 1:Le Sang de l'homme
- États-Unis : 22 mars 2014 sur Starz[1]
- France : 5 décembre 2014 sur France 4

### Épisode 2:Frères de sang
- États-Unis : 29 mars 2014 sur Starz
- France : 5 décembre 2014 sur France 4

### Épisode 3:Les Damnés
- États-Unis : 5 avril 2014 sur Starz
- France : 5 décembre 2014 sur France 4

### Épisode 4:Les Confins de la Terre
- États-Unis : 12 avril 2014 sur Starz
- France : 12 décembre 2014 sur France 4

### Épisode 5:Le Soleil et la Lune
- États-Unis : 19 avril 2014 sur Starz
- France : 12 décembre 2014 sur France 4

### Épisode 6:La Corde des morts
- États-Unis : 26 avril 2014 sur Starz
- France : 19 décembre 2014 sur France 4

### Épisode 7:L'Écrin céleste
- États-Unis : 3 mai 2014 sur Starz
- France : 19 décembre 2014 sur France 4

### Épisode 8:Tombés du ciel
- États-Unis : 10 mai 2014 sur Starz
- France : 19 décembre 2014 sur France 4

### Épisode 9:Les Ennemis de l'homme
- États-Unis : 17 mai 2014 sur Starz
- France : 26 décembre 2014 sur France 4

### Épisode 10:Les Péchés de Dédale
- États-Unis : 31 mai 2014 sur Starz
- France : 26 décembre 2014 sur France 4